# 城巴1號線
城巴1號線是由城巴營運的一條香港島半山區巴士路線，來往中環（港澳碼頭）及跑馬地（上）。
城巴1P線是1號線的特別線，祇在星期一至五上午繁忙時間提供單向服務，由黃泥涌道近樂活道開往中環街市。

## 簡介及歷史

### 戰前時代
該線是港島區歷史最悠久的巴士路線之一，於1928年11月5日由香港電車公司開辦，來往西環及跑馬地，用作疏導電車客量。當時，此線沒有任何編號，只是一條輔助路線。開辦數天後，電車公司將該線縮短至上環。數年後，當時的香港政府實行巴士專營權制度，中巴取得港島區的專營權。該線於1933年6月11日起由中巴接辦。當時，總站設於中環皇家碼頭，後來一年後渡輪服務重整而遷往卜公碼頭，1935年4月1日又再延長至西營盤。

### 戰後時代
該線在第二次世界大戰期間停駛，直到1945年9月22日才重投服務，由銅鑼灣來往中環碼頭，1945年10月延長至水街，1946年1月又縮短至中環街市，但仍途經跑馬地。1946年5月12日又再次將總站遷往中環統一碼頭。

### 1950年代
戰後初期，中巴資源不足，大部分都投放在沒有電車去到的地方。定線與電車大同小異的1號線班次因而不甚頻密，1949年國共內戰，大批中國大陸的難民均紛紛逃到香港，香港人口急升，對1號線的需求亦增加，中巴便為該線不斷加密班次應付。1954年，本路線往中環方向開始繞經跑馬地半山，奠定了該線開始深入跑馬地的基礎。

### 1960-70年代
1961年4月1日，本路線來回程改經海塢新路（六日後命名為夏慤道）及高士打道往返菲林明道，不再途經美梨道、皇后大道東（今屬金鐘道）及軒尼詩道。
- 新設車站於海塢新路近金鐘兵房、海塢新路與軍器廠街交界處（分段車站）、高士打道六國酒店門前及菲林明道近渣菲道（即謝斐道）四處。
- 同日起，加派兩輛巴士行走，使用車總數增至16輛。[6][7]

1963年6月21日，本路線總站遷往蟠龍道（即跑馬地上，現1號線總站），這改動對1號線影響深遠，此後的改動，均與此時的路線版本作為藍本。1960-70年代是1號線的全盛時期，當年中巴才剛引入雙層巴士後，隨即投放到該線行走，可見對其重視程度。後來，1972年7月1日，中巴調整收費制度，將路線分為「市區平路路線」、「市區斜路路線」及「郊區路線」，收費由兩角調升到三角。當時一角的差距對市民影響已十分大，該區交通選擇多，市民均紛紛轉投其他路線。

### 1980-90年代
1980-90年代，1號線的對手開始增加，例如小巴、地鐵等，於是1980年2月3日加設分段收費，希望收復失地，收取「市區平路路線」的收費，但維持了數年，1986年5月23日地鐵港島綫全面通車，地鐵、小巴、電車及巴士均互相搶客，但1號線處於劣勢，中巴不反擊之餘還採取消極態度，逐漸削減1號線的班次。期間，總站亦多次調遷，1980年遷往中環港澳碼頭、1987年遷往中環林士街。
1993年9月1日，政府將中巴26條巴士路線交予城巴接辦，包括1號線，並提升為全空調服務，踏上該線的新里程。城巴還派出12米巴士行走，希望挽救該線，但住在半山區的居民不多，而且都是身家富裕的，要這些居民乘坐巴士是「難過登天」。而且以該處的地理環境，根本不適合12米車輛行走，該線很快就改用短身巴士。1999年8月22日，來往堅尼地城及跑馬地的5A線改為全日服務，而且只收取港幣3.4元（現時為3.7元），對當時收費$5.1的1號線是一大打擊。

### 21世紀
2003年6月10日，新巴母公司周大福集團收購城巴後，重組旗下巴士路線。當時，計劃1號線與5A線合併，並使用編號5A。兩線於2004年5月31日起合併，總站改為跑馬地（上）至堅尼地城（卑路乍灣），並降低全程車費。當時由於香港島區議員及民間團體認為「1號」有保留的價值，因此城巴提供了一段「適應期」，1號線及5A線路線相同但使用兩個編號，兩線的班次則會交替地開出。這是本線自1928年11月開辦後數日撤出西區以來，再次踏足堅尼地城一帶。合併後的1號線及5A線，曾一度為香港巴士史上首條擁有兩個路線編號的巴士路線。當時卑路乍街一帶道路有工程進行，此項改動引致區議員投訴加重該處交通擠塞，因此在2004年6月28日起遷往堅尼地城巴士總站，以減少班次延誤及易於管理。
後來，城巴進行民意調查，訪問了1000多名乘客，結果顯示較多乘客選擇「1號線」作為該服務之永久路線編號。由2004年11月28日起，1號線及5A線永久稱作1號線。現時1號線的服務對象為堅尼地城、跑馬地往返中上環商業區的人士。
2015年5月10日，因應港鐵西港島綫通車而作出的西區巴士路線重組計劃，本線作出以下改動：
- 西區總站由堅尼地城延長至摩星嶺
- 逢星期一至五（公眾假期除外）繁忙時間新增特別線1P，上午由黃泥涌道近樂活道開往中環街市，黃昏由中環生銀行總行開往跑馬地（上），取代城巴5S線，但取消原有5S線的所有轉乘優惠。
- 增設1號線與10線之間的八達通轉乘優惠。

2015年5月18日，1P線加密班次。
2015年6月29日，1P線上午班次改經皇后大道東。
2018年2月12日，增設實時抵站時間查詢服務。
2020年12月21日，受疫情影響加上乘客量偏低，1P下午班次暫停服務和削減上午班次，至2021年2月8日起改為永久實行。 
2024年10月6日，1號線中西區總站縮短至港澳碼頭，並增設與5B線之間的八達通轉乘優惠。

## 服務時間及班次
1
| 中環（港澳碼頭）開 | 中環（港澳碼頭）開 | 中環（港澳碼頭）開 | 跑馬地（上）開   | 跑馬地（上）開 | 跑馬地（上）開 |
| 日期               | 服務時間           | 班次（分鐘）       | 日期             | 服務時間       | 班次（分鐘）   |
| ------------------ | ------------------ | ------------------ | ---------------- | -------------- | -------------- |
| 星期一至五         | 06:30              | 06:30              | 星期一至五       | 06:00-07:20    | 20             |
| 星期一至五         | 06:45-08:25        | 20                 | 星期一至五       | 07:20-18:35    | 15             |
| 星期一至五         | 08:40              | 08:40              | 星期一至五       | 18:55          | 18:55          |
| 星期一至五         | 09:00-17:30        | 15                 | 星期一至五       | 19:15-23:00    | 20             |
| 星期一至五         | 17:30-18:20        | 12/13              |                  |                |                |
| 星期一至五         | 18:35              |                    |                  |                |                |
| 星期一至五         | 18:50-23:30        | 20                 |                  |                |                |
| 星期六             | 06:30-09:50        | 20                 | 星期六           | 06:00-10:00    | 20             |
| 星期六             | 09:50-13:50        | 15                 | 星期六           | 10:00-13:00    | 15             |
| 星期六             | 13:50-16:50        | 12                 | 星期六           | 13:00-17:00    | 12             |
| 星期六             | 16:50-18:35        | 15                 | 星期六           | 17:00-19:00    | 15             |
| 星期六             | 18:35-19:55        | 20                 | 星期六           | 19:20          | 19:20          |
| 星期六             | 19:55-22:50        | 25                 | 星期六           | 19:40-23:00    | 25             |
| 星期六             | 22:50-23:30        | 20                 |                  |                |                |
| 星期日及公眾假期   | 06:30-10:50        | 20                 | 星期日及公眾假期 | 06:00-08:00    | 20             |
| 星期日及公眾假期   | 10:50-20:50        | 15                 | 星期日及公眾假期 | 08:00-09:00    | 15             |
| 星期日及公眾假期   | 20:50-23:30        | 20                 | 星期日及公眾假期 | 09:00-10:00    | 20             |
|                    |                    |                    | 星期日及公眾假期 | 10:00-19:00    | 15             |
| 19:20              |                    |                    | 星期日及公眾假期 |                |                |
| 19:40-23:00        | 25                 |                    | 星期日及公眾假期 |                |                |

1P
- 星期一至五：
  - 黃泥涌道（樂活道）開：07:20、08:15、08:30、08:48

星期六、日及公眾假期不設服務

## 收費
全程：$4.4
| - 本線設有12歲以下小童及65歲或以上長者半價優惠。 - 65歲或以上香港居民使用「樂悠咭」，以及12歲以下合資格殘疾兒童使用「殘疾人士身份」個人八達通繳付車資，均可享有每程$2.0或半價（以較低者為準）的票價優惠；12至64歲合資格殘疾人士使用「殘疾人士身份」個人八達通（包括「樂悠咭」），以及60至64歲香港居民使用「樂悠咭」繳付車資，均可享有每程$2.0或全費（以較低者為準）的票價優惠。 - 65歲或以上長者如使用長者或一般個人八達通繳付車資，則只可享有半價優惠；12至64歲合資格殘疾人士如不使用「殘疾人士身份」個人八達通，以及60至64歲人士如不使用「樂悠咭」繳付車資，必須繳付全費。 - 乘客可以現金或八達通於上車時付款，不設找續。 - 每位成人乘客可免費攜帶最多兩名4歲以下而不佔座位的兒童乘客乘車，超額之4歲以下小童必須繳付小童車費乘車。 - 九龍巴士、城巴及龍運巴士全職員工及家屬（不包括外判職員）可免費乘搭本路線，惟必須拍職員或職員家屬八達通。 - 乘客亦可使用AlipayHK「易乘碼」、支付寶、WeChatHK／微信支付「搭車碼」、銀聯雲閃付「乘車碼」及BOC Pay「乘車碼」、具有感應式支付功能的VISA、Mastercard及銀聯卡，以及Apple Pay、Google Pay及Samsung Pay流動支付平台繳付車資。使用此支付方式的乘客可享有中途下車之分段收費，以及與其他城巴獨營路線或聯營線城巴班次之轉乘優惠，惟不適用於與非城巴路線之轉乘優惠。乘客亦不能享有「公共交通費用補貼計劃」及「長者及合資格殘疾人士公共交通票價優惠計劃」。 |

### 八達通轉乘優惠
乘客登上本線後指定時間內以同一張八達通卡轉乘以下路線，或從以下路線登車後指定時間內以同一張八達通卡轉乘本線，次程可獲車資折扣優惠：
1←→西區及南區路線
- 1往中環 → 5B往摩星嶺或10往堅尼地城，次程車資全免
- 5B往銅鑼灣或10往北角 → 1往跑馬地，次程車資全免
- 1往中環 → 90B往海怡半島，回贈首程車資
- 1往跑馬地 → 10往北角，次程車資全免

1←→西區及南區路線
- 1往摩星嶺 → 8X往小西灣，次程可獲$4 （景光街轉乘) ／$2.4折扣優惠（禮頓道轉乘）

1←→機場路線
- 1往中環 → A11往機場，回贈首程車資
- A11往北角 → 1往跑馬地，次程車資全免
- 1任何方向 → E11(A/B)往大嶼山，次程可獲$1.5折扣優惠
- E11(A/B)往天后站 → 1任何方向，次程可獲$1.5折扣優惠

1←→西隧路線
- 1任何方向 → 930(A/X)、952、962(X)、967/X或969(A/B)往新界，回贈首程車資
- 1任何方向 → 933/976往新界，次程可獲$3折扣優惠
- 930(A/B/X)、952(P)、962(A/P/X)、967或969(A/B/P)往港島 → 1任何方向，次程可獲$3.7折扣優惠

## 使用車輛
現時本線主要用車為Enviro500/MMC（81XX-84XX）及其12.8米版本（63XX、64XX）。混能巴士8400、8401及原屬新巴的5600亦經常行走此路線。

## 行車路線
1
中環（港澳碼頭）開經：港澳碼頭通道、干諾道中、林士街、德輔道中、遮打道、美利道、金鐘道、軒尼詩道、菲林明道、灣仔道、摩理臣山道、體育道、黃泥涌道、成和道、藍塘道、箕璉坊及蟠龍道。
逢星期日及公眾假期不駛經斜體字之路段，改經歷山大廈至遮打花園一段的德輔道中
跑馬地（上）開經：蟠龍道、藍塘道、成和道、景光街、山光道、黃泥涌道、摩理臣山道、灣仔道、菲林明道、軒尼詩道、金鐘道、德輔道中、摩利臣街、干諾道中及港澳碼頭通道。
1P
經：黃泥涌道、成和道、景光街、山光道、黃泥涌道、摩理臣山道、皇后大道東、金鐘道及德輔道中。

### 沿線車站
1
| 中環（港澳碼頭）開 | 中環（港澳碼頭）開 | 中環（港澳碼頭）開       | 跑馬地（上）開 | 跑馬地（上）開   | 跑馬地（上）開           |
| 序號               | 車站名稱           | 位置                     | 序號           | 車站名稱         | 位置                     |
| ------------------ | ------------------ | ------------------------ | -------------- | ---------------- | ------------------------ |
| 1                  | 中環（港澳碼頭）   | 中環（港澳碼頭）巴士總站 | 1              | 跑馬地（上）     | 跑馬地（上）巴士總站     |
| 2                  | 林士街             | 德輔道中                 | 2              | 箕璉坊           | 藍塘道                   |
| 3                  | 恒生銀行總行       | 德輔道中                 | 3              | 桂芳街           | 成和道                   |
| 4                  | 德忌利士街         | 德輔道中                 | 4              | 山村道           | 成和道                   |
| 5                  | 皇后像廣場         | 遮打道                   | 5              | 景光街           | 景光街                   |
| ^                  | 歷山大廈           | 德輔道中                 | 6              | 養和醫院         | 黃泥涌道                 |
| ^                  | 遮打花園           | 德輔道中                 | 7              | 跑馬地馬場       | 黃泥涌道                 |
| 6                  | 金鐘站             | 金鐘道                   | 8              | 立德里           | 摩理臣山道               |
| 7                  | 軍器廠街           | 軒尼詩道                 | 9              | 利景酒店         | 灣仔道                   |
| 8                  | 柯布連道           | 軒尼詩道                 | 10             | 普樂里           | 灣仔道                   |
| 9                  | 譚臣道             | 菲林明道                 | 11             | 修頓球場         | 軒尼詩道                 |
| 10                 | 克街               | 灣仔道                   | 12             | 晏頓街           | 軒尼詩道                 |
| 11                 | 天樂里             | 灣仔道                   | 13             | 太古廣場         | 金鐘道                   |
| 12                 | 樂活道             | 黃泥涌道                 | 14             | 中銀大廈         | 金鐘道                   |
| 13                 | 雅谷大廈           | 黃泥涌道                 | 15             | 置地廣場         | 德輔道中                 |
| 14                 | 跑馬地（下）       | 跑馬地（下）巴士總站     | 16             | 中環街市         | 德輔道中                 |
| 15                 | 奕蔭街             | 成和道                   | 17             | 急庇利街         | 德輔道中                 |
| 16                 | 昇平樓             | 成和道                   | 18             | 中環（港澳碼頭） | 中環（港澳碼頭）巴士總站 |
| 17                 | 箕璉坊             | 箕璉坊                   |                |                  |                          |
| 18                 | 跑馬地（上）       | 跑馬地（上）巴士總站     |                |                  |                          |

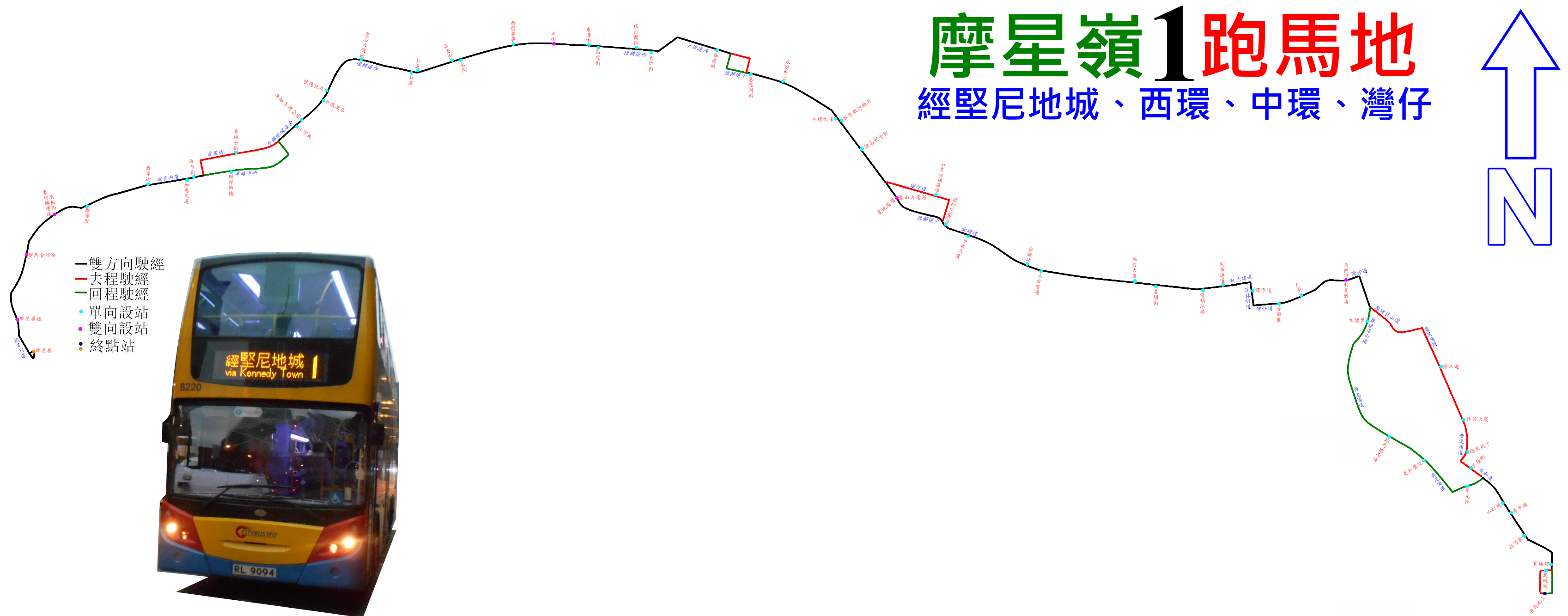
本線的走線圖

- 逢星期日及公眾假期不停靠有 * 號之車站，而改停有 ^ 號之車站。

1P
| 黃泥涌道（樂活道）開 | 黃泥涌道（樂活道）開 | 黃泥涌道（樂活道）開 |
| 序號                 | 車站名稱             | 位置                 |
| -------------------- | -------------------- | -------------------- |
| 1                    | 樂活道               | 黃泥涌道             |
| 2                    | 雅谷大廈             | 黃泥涌道             |
| 3                    | 跑馬地（下）         | 跑馬地（下）巴士總站 |
| 4                    | 景光街               | 景光街               |
| 5                    | 養和醫院             | 黃泥涌道             |
| 6                    | 跑馬地馬場           | 黃泥涌道             |
| 7                    | 錫克廟               | 皇后大道東           |
| 8                    | 香港華仁書院         | 皇后大道東           |
| 9                    | 胡忠大廈             | 皇后大道東           |
| 10                   | 聯發街               | 皇后大道東           |
| 11                   | 太古廣場三座         | 皇后大道東           |
| 12                   | 太古廣場             | 金鐘道               |
| 13                   | 中銀大廈             | 金鐘道               |
| 14                   | 置地廣場             | 德輔道中             |
| 15                   | 中環街市             | 德輔道中             |

## 客量
1
1號線成為唯一連接跑馬地及中西區的路線，是往返中西區及灣仔區的主要路線之一，又有沿線龐大流水客量支持，任何時間均客似雲來。惟因中上環一段行車較緩慢導致車程冗長，繁忙時間不時脫班，下午繁忙時間往跑馬地班次在灣仔出現乘客無法上車的情況。
1P
1P下午回程班次走線本身與1號線一樣，主要是輔助1號線，惟本線下午班次過早開出，加上大部分時間與1號線一起到達，無法發展分流作用，再加上疫情下不少公司實施在家工作，使服務需求大減。
2021年，本線在上、下午繁忙時間的最高載客率分別為約五成及三成，城巴認為1號線已經足夠應付需求，故於2021年2月8日起削減本線服務（實際因疫情已於去年12月21日實施）。